# Banská Bystrica (regio)
De Regio Banská Bystrica (Slowaaks: Banskobystrický kraj, Hongaars: Besztercebányai kerület) is een bestuurlijke regio van Slowakije bestaande uit dertien okresy (districten). De hoofdstad is Banská Bystrica. De strook langs de zuidgrens van de regio wordt bewoond door de Hongaarse minderheid in Slowakije.

## Bevolking
Volgens de volkstelling van 2011 woonden in de Banskobystrický kraj 660.563 inwoners. Het grootste deel daarvan wordt gevormd door de Slowaken (505.528 inw., 76,5 %), gevolgd door de Hongaren (67.596 inw., 10,2 %), Roma (15.525 inw., 2,4 %) en Tsjechen (2.941 inw., 0,4 %). De andere etniciteiten vormden 0,4 % (2.859 inw.) van de bevolking, terwijl 66.114 inwoners (10 %) geen opgave deden van hun etniciteit.

## Districten

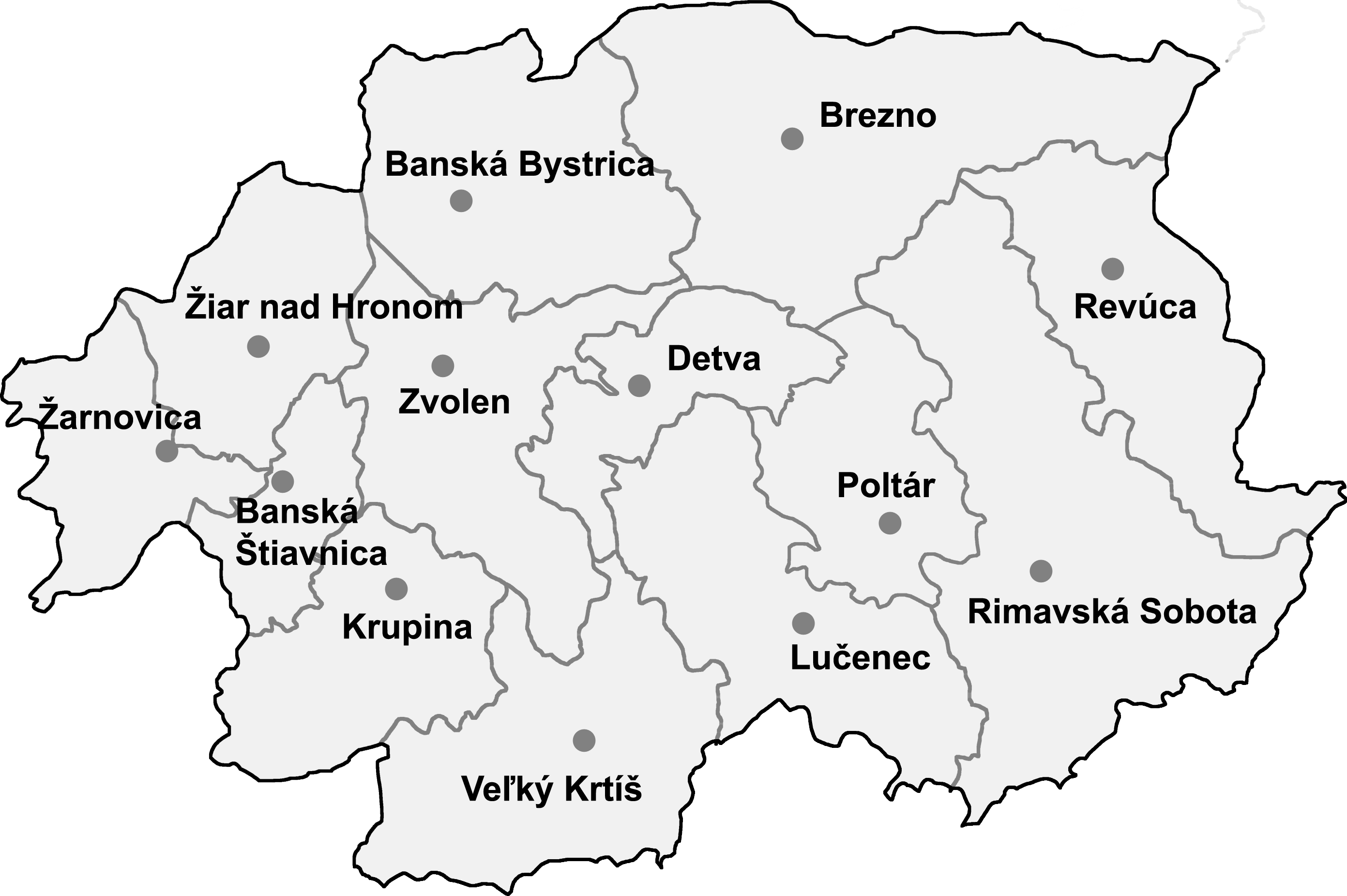
Districten

- Banská Bystrica
- Banská Štiavnica
- Brezno
- Detva
- Krupina
- Lučenec
- Poltár
- Revúca
- Rimavská Sobota
- Veľký Krtíš
- Zvolen
- Žarnovica
- Žiar nad Hronom

Banská Bystrica · Bratislava · Košice · Nitra · Prešov · Trenčín · Trnava · Žilina
(Lijst van vlaggen van Slowaakse regio's)